# Gladiator (film, 2000)
Vous lisez un « bon article » labellisé en 2013.
Pour les articles homonymes, voir Gladiator.
Série
Gladiator II
(2024)
Pour plus de détails, voir Fiche technique et Distribution.
Gladiator, ou Gladiateur au Québec, est un film américano-britanno-maltais réalisé par Ridley Scott, sorti en 2000.
Gladiator « revisite » le genre du péplum, dont les derniers films majeurs dataient des années 1960. Le film ne se fonde pas sur des événements réels mais reprend les noms et certains traits de personnalité de l'empereur Marc Aurèle et de ses enfants Commode et Lucilla.
L'intrigue raconte ainsi la chute du général romain Maximus Decimus (interprété par Russell Crowe), destiné à devenir le successeur de Marc Aurèle (Richard Harris), avant que l'empereur ne soit assassiné et le général brutalement trahi et laissé pour mort par l'ambitieux Commode (Joaquin Phoenix) qui en profite pour revêtir la pourpre impériale. Maximus, dont la famille a été massacrée, va devenir un esclave gladiateur, conquérir le cœur du peuple romain par ses talents de combattant dans l'arène du Colisée et finalement affronter Commode dans un ultime combat. Connie Nielsen, Ralf Moeller, Djimon Hounsou et Derek Jacobi font également partie de la distribution.
Outre le fait qu'il fut un succès commercial, avec des recettes dépassant 450 millions de dollars américains pour un budget de 103 millions de dollars, le film a remporté de nombreux prix, en particulier cinq Oscars obtenus lors de la cérémonie de 2001 (dont celui du meilleur film et celui du meilleur acteur pour Russell Crowe).
Deux décennies plus tard, une suite est sortie en France le 13 novembre 2024 réalisée par Ridley Scott. L’histoire se déroule 16 ans après la fin du premier film.

## Synopsis

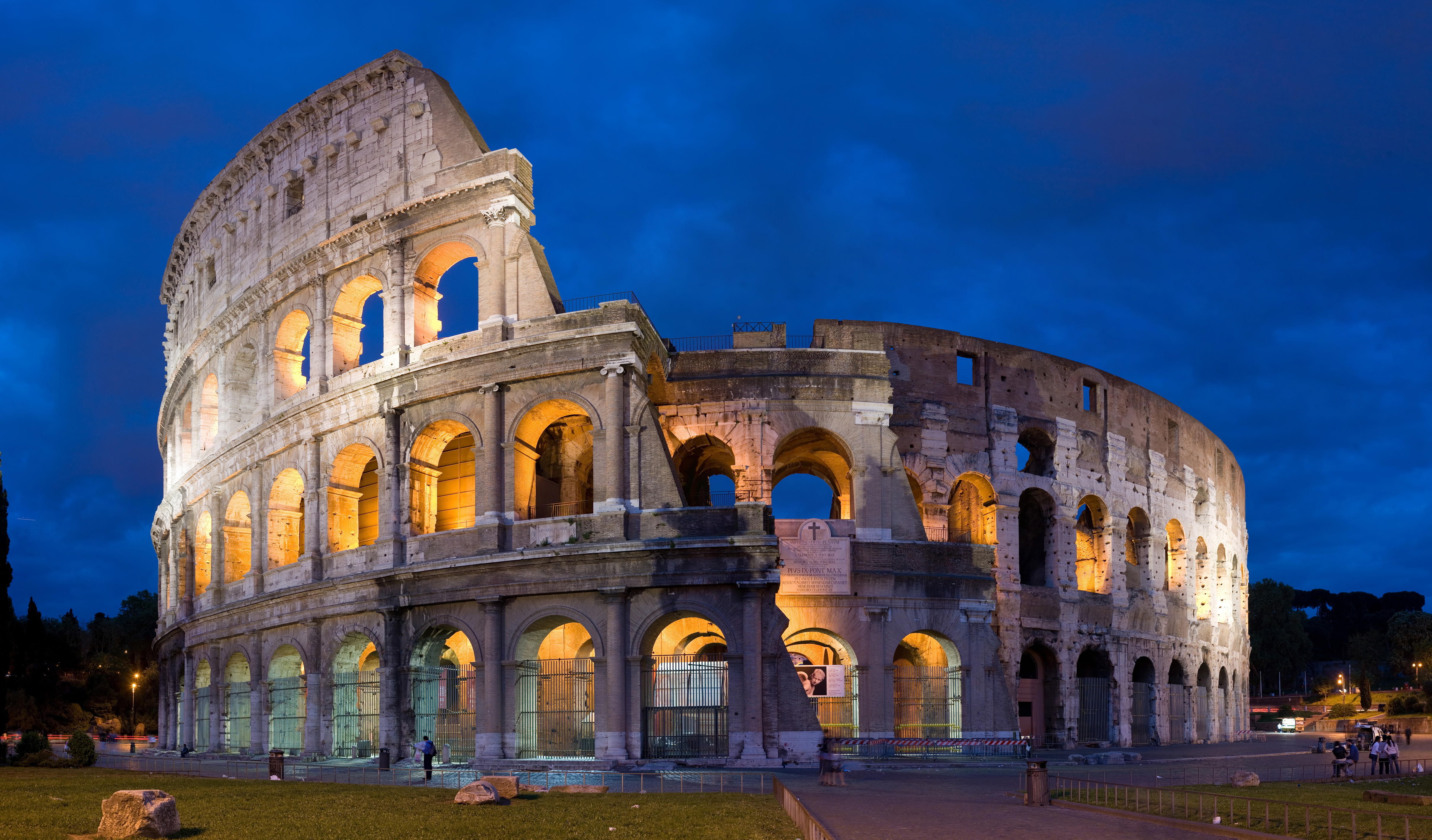
Le Colisée en 2007, amphithéâtre romain où avaient lieu les combats de gladiateurs.

Sur le front du limes du Danube en 180, Maximus Decimus Meridius, général romain ibérique renommé, mène une nouvelle fois les légions de l'empereur Marc Aurèle à la victoire en ce jour de bataille en Germanie contre les Marcomans. L'empereur, sentant sa fin proche, annonce le soir même en privé à Maximus qu'il souhaite lui laisser le pouvoir à sa mort, pour qu'il puisse le transmettre au Sénat et que Rome devienne à nouveau une République.
Marc Aurèle préfère le général à son propre fils, Commode, qu'il sait ambitieux et immoral, et sans réelle compassion pour la plèbe. Lorsque le vieil empereur annonce la nouvelle à son fils, Commode, jaloux de l'amour que son père porte à Maximus, l'étouffe, devenant ainsi le nouvel empereur. Lorsque Commode demande à Maximus de s'engager à le servir, ce dernier (se doutant du meurtre) lui oppose un refus. L'empereur ordonne alors à Quintus (compagnon d'armes de Maximus) son exécution, ainsi que celle de sa famille résidant en Hispanie romaine. Maximus réussit à désarmer ses gardiens et à fuir, blessé. Parvenu sur ses terres après plusieurs jours et affaibli, il découvre les corps de sa femme et de son fils de huit ans, calcinés et crucifiés devant la maison familiale.
S'étant évanoui après avoir enterré sa famille, Maximus est emmené par des marchands d'esclaves. Il est soigné et conduit à Zucchabar en Maurétanie césarienne où il est vendu à un riche propriétaire et négociant local, un laniste nommé Proximo. La nouvelle vie de Maximus consiste à combattre dans l'arène en tant que gladiateur. Aux côtés de Juba qui devient son ami et d'autres gladiateurs comme leur entraîneur Hagen, il trouve un début d'exutoire à sa brutale destitution et à la perte de tout ce qui comptait pour lui. Maximus est bientôt surnommé « l'Espagnol », par la foule assistant aux combats. Cherchant l'opportunité de se trouver en présence du nouvel empereur, l'Espagnol obtient de Proximo de combattre dans le Colisée à Rome.
Bientôt, les premiers jeux débutent et les gladiateurs de Proximo entrent en scène dans une reconstitution de bataille. Ils sont confrontés à des chars et  censés, d'après le  scénario, mourir dans l'arène. Mais grâce à son talent militaire, Maximus, aidé de Juba, Hagen et des autres, prend le dessus et gagne la bataille sous les acclamations de la foule en délire. Après ce combat épique, et souhaitant féliciter personnellement la troupe de gladiateurs, Commode demande à « l'Espagnol » quel est son nom. Celui-ci répond s'appeler « Gladiateur » et lui tourne le dos. Devant cet affront, l'empereur lui ordonne d'ôter le masque de son visage et de se présenter. À contrecœur, Maximus révèle son identité en promettant une vengeance certaine :

« Mon nom est Maximus Decimus Meridius, commandant en chef des armées du Nord, général des légions Felix, fidèle serviteur du vrai empereur Marc Aurèle, père d'un fils assassiné, époux d'une femme assassinée, et j'aurai ma vengeance dans cette vie ou dans l'autre. »

Commode demande à Quintus (devenu chef de la garde prétorienne), l'exécution des gladiateurs mais la foule s'offusque et lève le pouce pour demander leur grâce. L'empereur Commode doit se résigner et les combattants sont épargnés sous les acclamations du peuple.
Lucilla, sœur de Commode secrètement amoureuse de Maximus et sachant la vie de ce dernier en danger, le rejoint dans sa cellule. Elle veut la chute de son frère et une rencontre entre Maximus et le sénateur Gracchus, fervent défenseur de la république, mais Maximus la rejette, toujours traumatisé par le meurtre de sa famille. Commode organise un duel où Maximus doit se battre contre le champion invaincu de Rome, Tigrix de Gaule. Bien que tout soit organisé afin de favoriser la victoire de ce dernier, Maximus sort une nouvelle fois victorieux du combat, tout en défiant l’empereur en épargnant son adversaire malgré la décision de Commode. L'empereur descend dans l’arène sous les huées et provoque Maximus, qui reste stoïque et repart sous les clameurs de la foule. Parmi elle se trouve Cicéron, son ancien fidèle serviteur et ami, qui lui redonne espoir en lui apprenant que ses hommes sont campés proche de Rome, prêts à suivre leur ancien général pour renverser l'empereur.
Avec l'aide de Lucilla, Maximus accepte finalement de rencontrer le sénateur Gracchus : l'ancien soldat renversera l’empereur et laissera ensuite place au sénateur pour faire renaître la République. Mais Lucius, le jeune fils de Lucilla, témoin d'une conversation entre sa mère et Gracchus, y fait involontairement allusion devant son oncle qui décide alors de contrecarrer le projet de révolte. Avec l'aide de Falco, sénateur corrompu, l'empereur fait donner la garde prétorienne qui emprisonne Gracchus, puis attaque le camp des gladiateurs. Plusieurs hommes sont tués (dont Hagen et Proximo) pour permettre à Maximus de s'évader. Le général retrouve Cicéron, mais ce dernier est à son tour tué et lui-même est capturé ainsi que Juba et quelques autres gladiateurs survivants. Commode a gagné cette manche. Amoureux de sa sœur depuis longtemps, il veut lui faire un héritier, mais lui promet aussi la mort de son fils Lucius si elle s'enfuit ou met fin à ses jours.
Reste le cas de Maximus, que Commode ne peut faire assassiner sous risque d'en faire un martyr qui fragiliserait sa légitimité déjà contestée. Il opte pour un combat singulier entre eux dans l'arène, mais blesse lâchement de sa dague l'ex général alors enchaîné dans les souterrains du Colisée. Le combat débute dans un amphithéâtre bondé. Maximus, blessé, chancelle, mais résiste face à Commode qui finit désarmé. Ce dernier réclame une arme, mais Quintus empêche ses hommes d'intervenir. L'empereur saisit alors sa dague mais Maximus retourne l'arme contre lui et le tue. À bout de forces, il demande la liberté des derniers gladiateurs et du sénateur Gracchus, puis s'écroule avant de mourir dans les bras de Lucilla. Le retour de la République à Rome, comme le souhaitait Marc Aurèle le Juste, est désormais possible.
La nuit venue, Juba enterre les statuettes du fils et de la femme de Maximus dans le sable du Colisée. Il promet alors à ce dernier qu'ils se reverront, « mais pas encore ».

## Fiche technique
Sauf indication contraire, les informations mentionnées dans cette section peuvent être confirmées par les bases de données cinématographiques IMDb et Allociné,  présentes dans la section « Liens externes ».

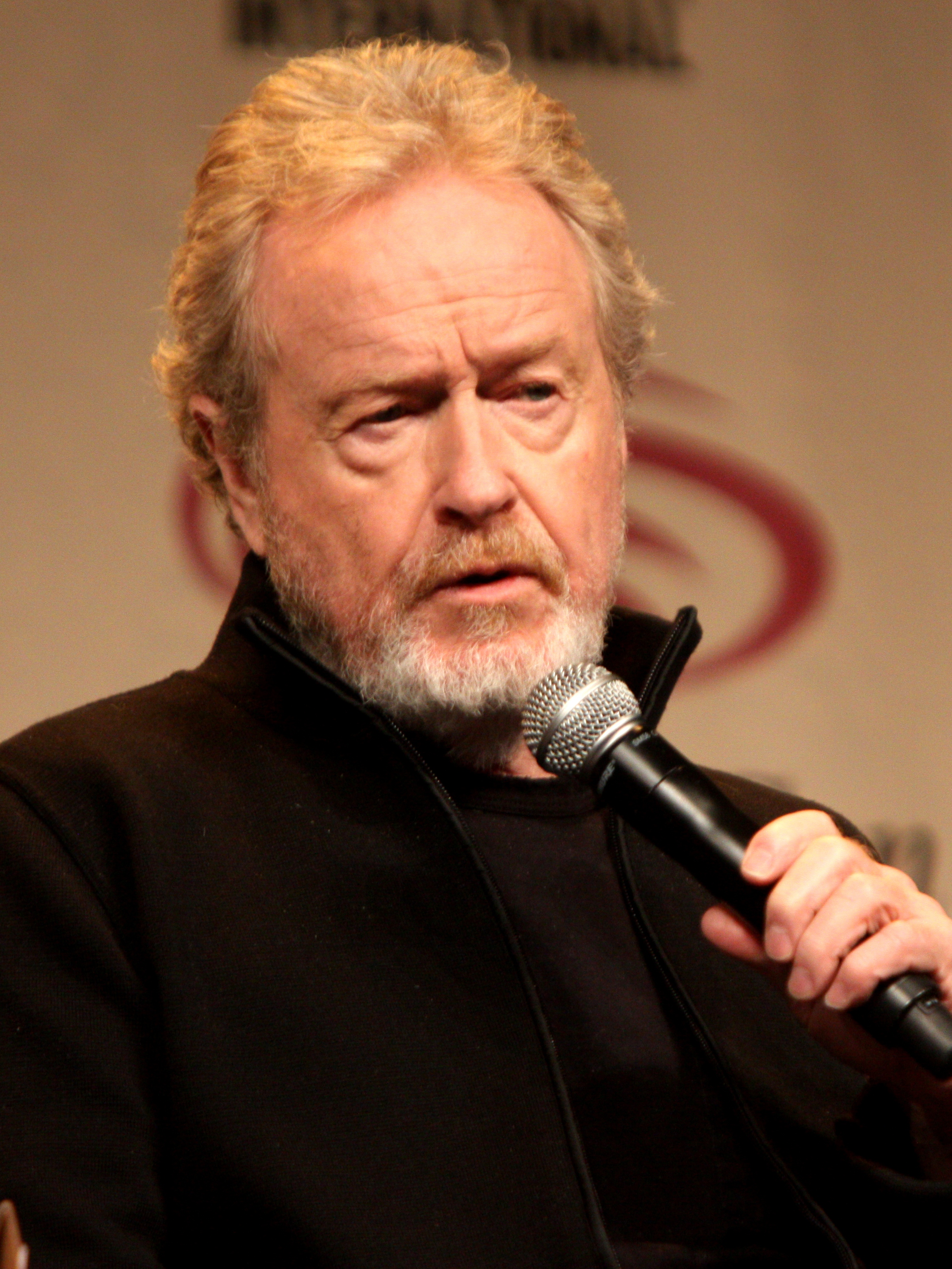
Ridley Scott, réalisateur de Gladiator.

- Titre original et français : Gladiator
- Titre québécois : Gladiateur[1]
- Réalisation : Ridley Scott
- Scénario : David Franzoni, John Logan et William Nicholson, d'après une histoire de David Franzoni
- Musique : Lisa Gerrard et Hans Zimmer
  - Musiques additionnelles : Klaus Badelt
  - Direction musicale : Gavin Greenaway
- Direction artistique : Keith Pain
- Décors : Arthur Max
- Costumes : Janty Yates
- Maquillage : Paul Engelen
- Coiffure : Graham Johnston
- Photographie : John Mathieson
- Son : Bob Beemer, Per Hallberg, Scott Millan, Gary L.G. Simpson, Ken Weston
- Montage : Pietro Scalia
- Dressage : Thierry Le Portier (lions, tigres et hyène)
- Effets spéciaux : John Nelson, Neil Corbould, Tim Burke, Rob Harvey
- Production : David Franzoni, Branko Lustig et Douglas Wick
  - Production déléguée : Laurie MacDonald, Walter F. Parkes, Daniel Wai Chiu[2] et Ridley Scott (non crédité)
  - Production associée : Terry Needham
- Sociétés de production : 
  - Royaume-Uni : Mill Film
  - Malte : C & L
  - Maroc : Dawliz
  - États-Unis : en association avec Scott Free Productions, présenté par Dreamworks Pictures et Universal Pictures
- Sociétés de distribution : DreamWorks Distribution (États-Unis) ; United International Pictures (France, Suisse romande) ; Universal Pictures (International)
- Société d'effets spéciaux : Mill Film
- Budget : 103 millions de $[3],[4]
- Pays de production :  États-Unis,  Royaume-Uni,  Malte[5]
- Langue originale : anglais
- Format : couleur (Technicolor) — 35 mm — 2,39:1 (Panavision) — son Dolby Digital / DTS / SDDS} / Dolby Atmos / DTS (DTS: X)
- Genre : péplum, action, aventure, drame
- Durée : 155 minutes ; 171 minutes  (version longue de 2005)
- Dates de sortie[6] :
  - États-Unis : 5 mai 2000 (sortie nationale) ; 22 novembre 2000 (ressortie version IMAX)
  - Québec : 5 mai 2000[1]
  - Royaume-Uni : 12 mai 2000
  - Malte : 24 mai 2000
  - France : 20 juin 2000[7]
  - Belgique, Suisse romande : 21 juin 2000[8],[9]
- Classification :
  - États-Unis : les enfants de moins de 17 ans doivent être accompagnés d'un adulte (R – Restricted)[N 1]
  - Royaume-Uni : interdit aux moins de 15 ans (15 - Suitable only for 15 years and over)
  - France : tous publics avec avertissement[10],[N 2], interdit aux moins de 12 ans lors de sa diffusion à la télévision[réf. souhaitée]
  - Belgique : potentiellement préjudiciable jusqu'à 12 ans (Mogelijk schadelijk voor kinderen onder de 12 jaar)[8],[11]
  - Suisse romande : interdit aux moins de 14 ans[12]
  - Québec : 13 ans et plus (violence) (13+ / 13 years and over)[1]

## Distribution
- Russell Crowe (VF : Marc Alfos) : Maximus Decimus Meridius
- Joaquin Phoenix (VF : Bruno Choël) : Commode
- Connie Nielsen (VF : Françoise Cadol) : Lucilla
- Oliver Reed (VF : Hervé Jolly) : Proximo
- Djimon Hounsou (VF : Frantz Confiac) : Juba
- Richard Harris (VF : Marc Cassot) : Marc Aurèle
- Derek Jacobi (VF : Jean-Pierre Leroux) : le sénateur Gracchus
- Tommy Flanagan (VF : Didier Cherbuy) : Cicéron
- David Schofield (VF : Hervé Bellon) : Falco
- John Shrapnel : Gaius
- Ralf Moeller : Hagen
- Tomas Arana (VF : Pierre Dourlens) : Quintus
- Spencer Treat Clark : Lucius Verus
- David Hemmings : Cassius
- Sven-Ole Thorsen : Tigris
- Omid Djalili : le marchand d'esclaves
- Giannina Facio : la femme de Maximus
- Giorgio Cantarini : le fils de Maximus
- Nicholas McGaughey : l'officier prétorien
- Tony Curran et Mark Lewis : les assassins
- David Bailie : l'ingénieur

Sources et légende : Version française (VF) sur AlloDoublage et RS Doublage

Photos des principaux interprètes.
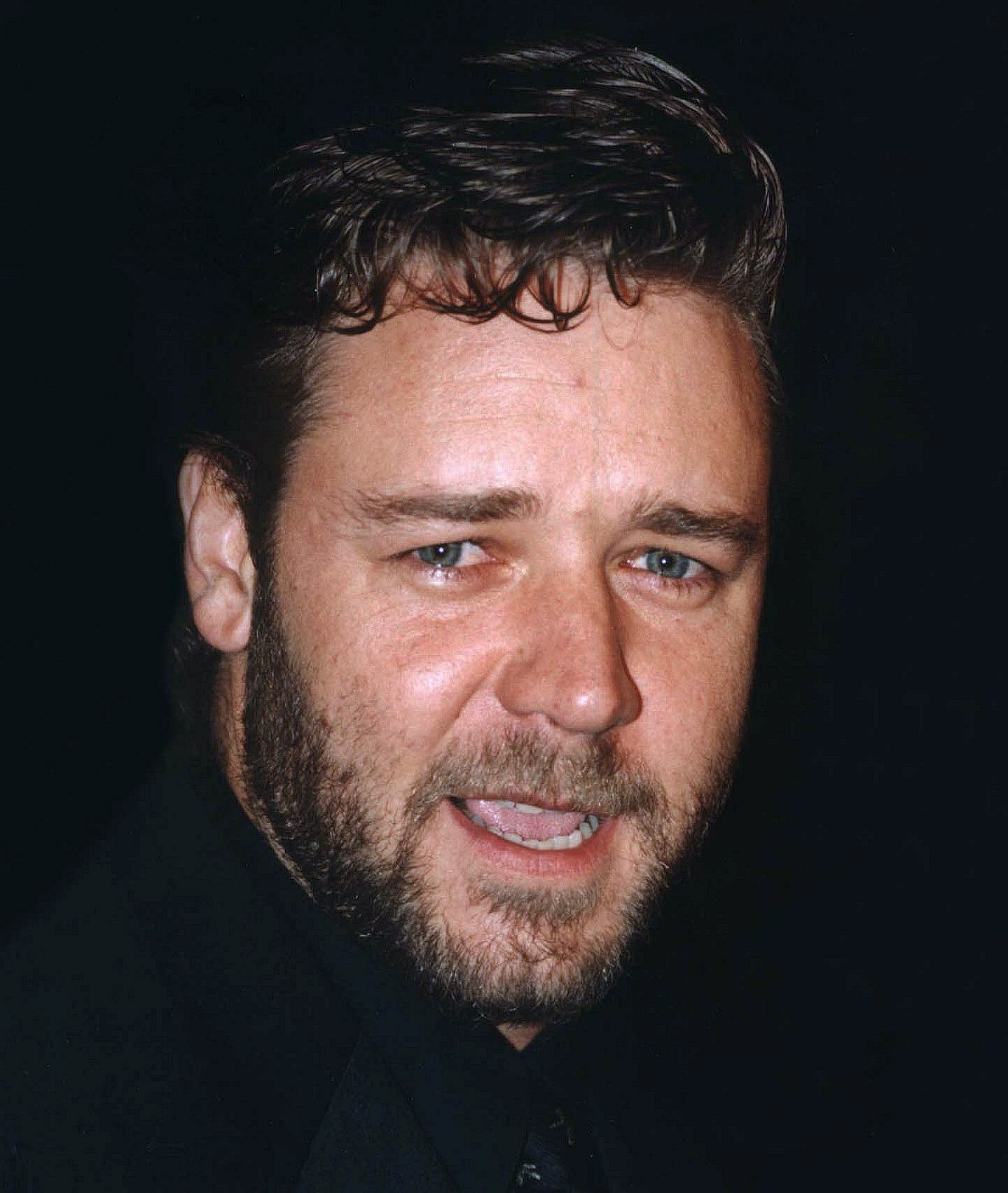
Russell Crowe en 1999.
Joaquin Phoenix en 2000.
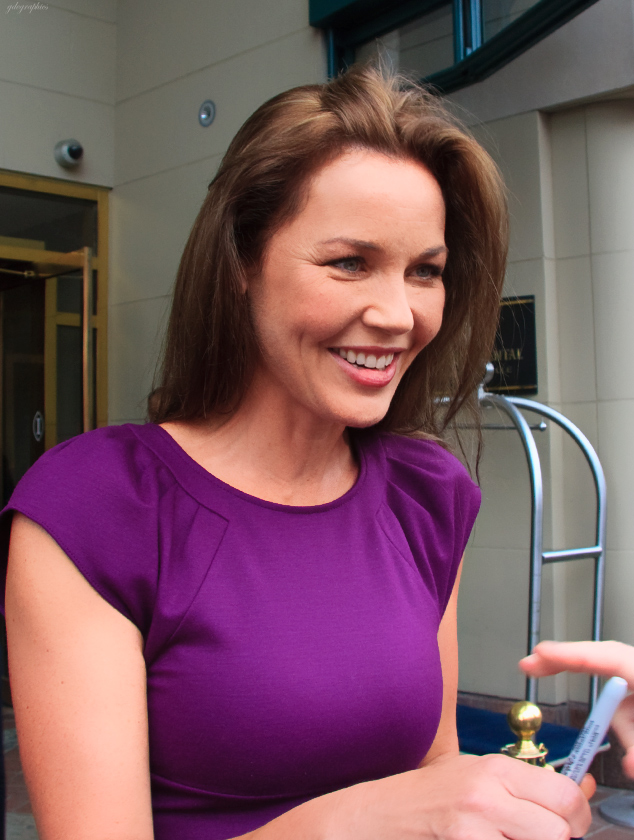
Connie Nielsen en 2009.
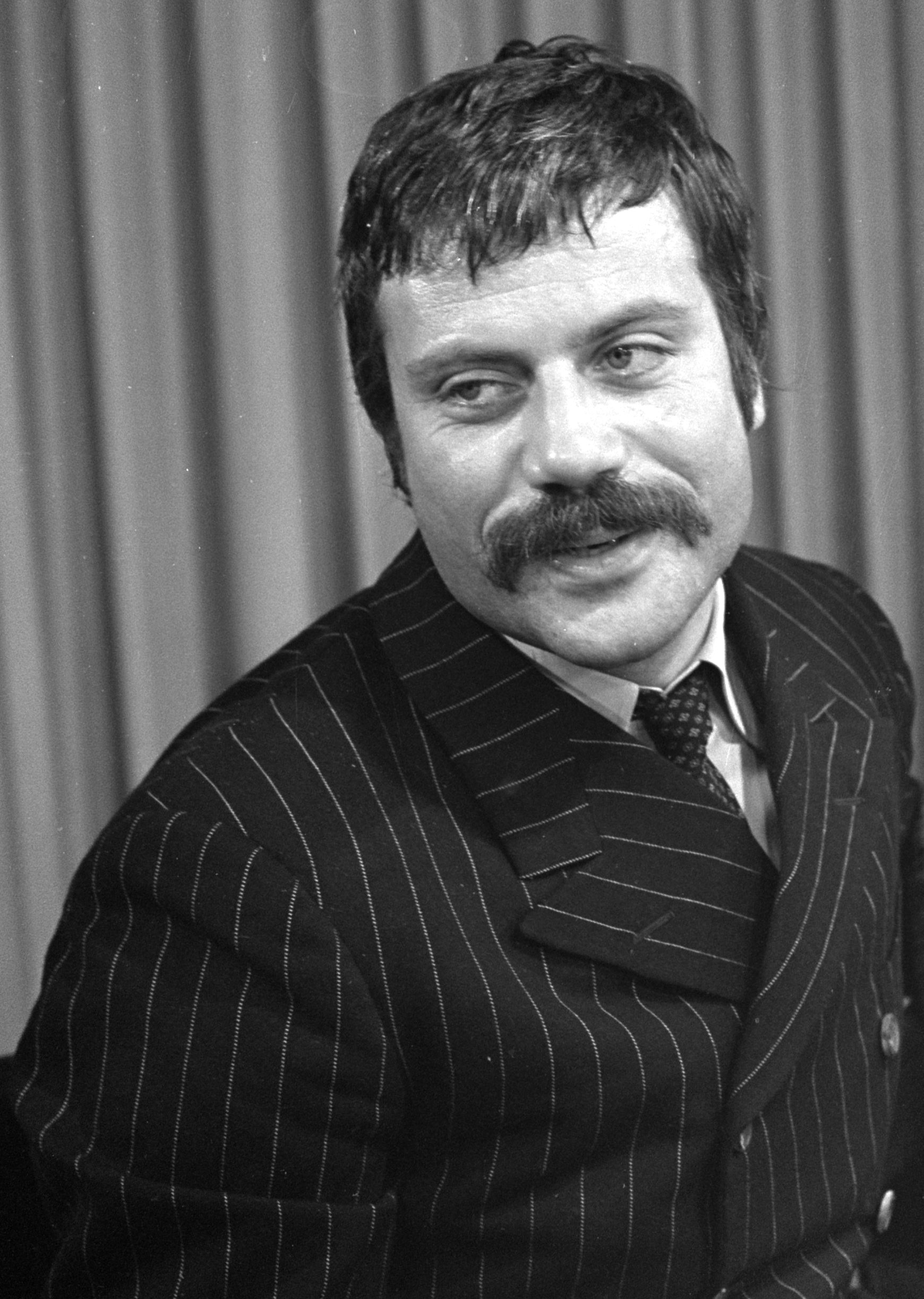
Oliver Reed en 1968.
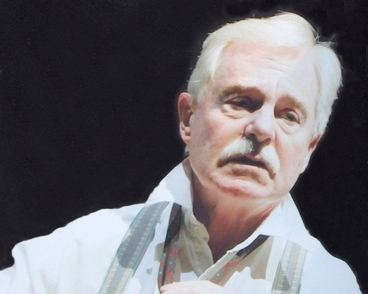
Derek Jacobi en 2006.
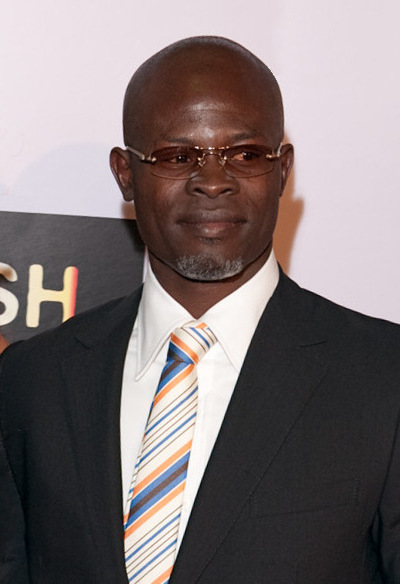
Djimon Hounsou en 2009.
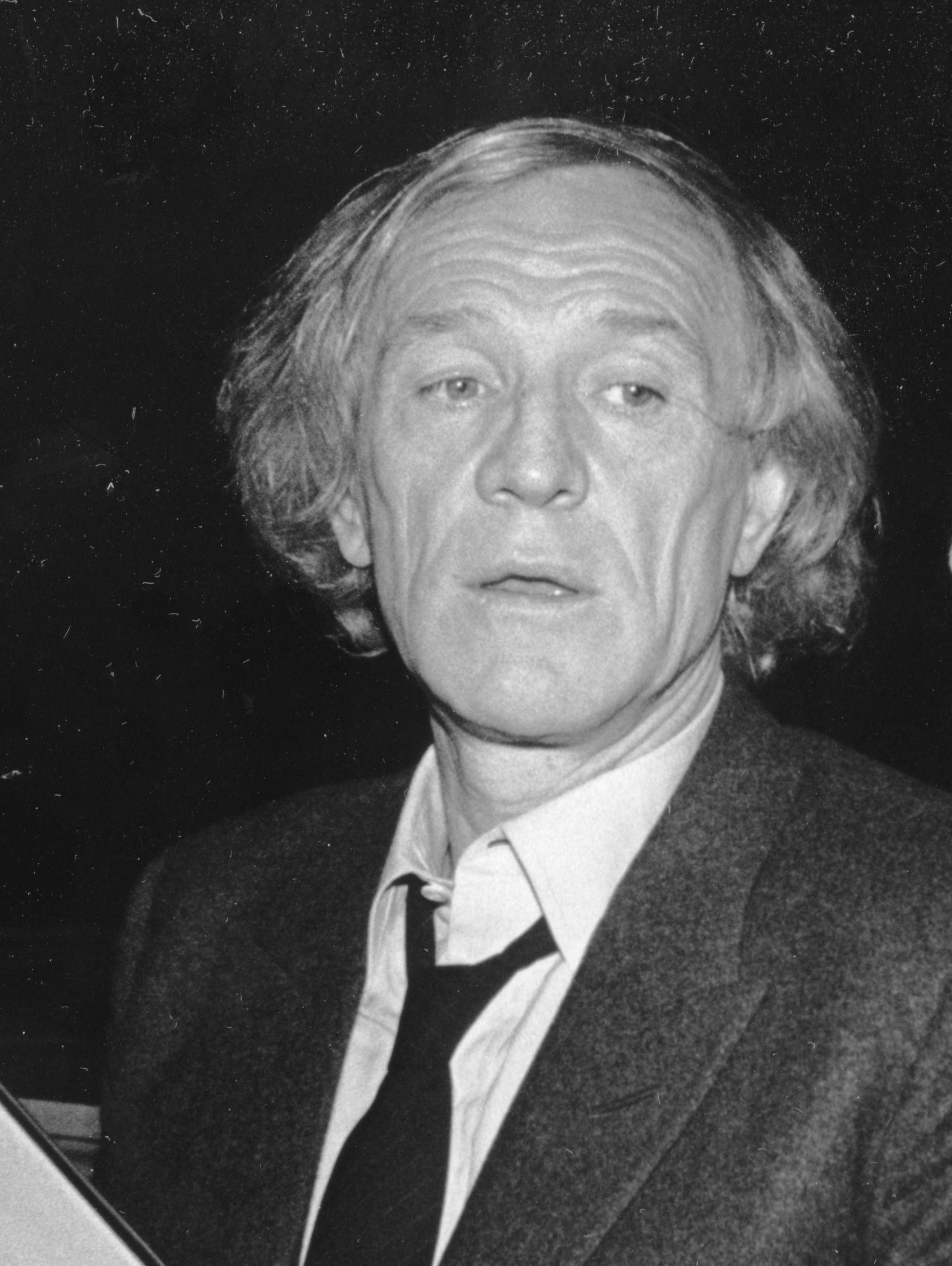
Richard Harris en 1985.

## Production

### Scénario
Gladiator est tiré d'une histoire écrite par David Franzoni, qui en a écrit les toutes premières ébauches. Celui-ci a reçu une offre de la part de DreamWorks SKG, en raison de la qualité de ses travaux en tant que scénariste et coproducteur du film Amistad (1997), réalisé par Steven Spielberg, qui avait contribué à la réputation de DreamWorks SKG.

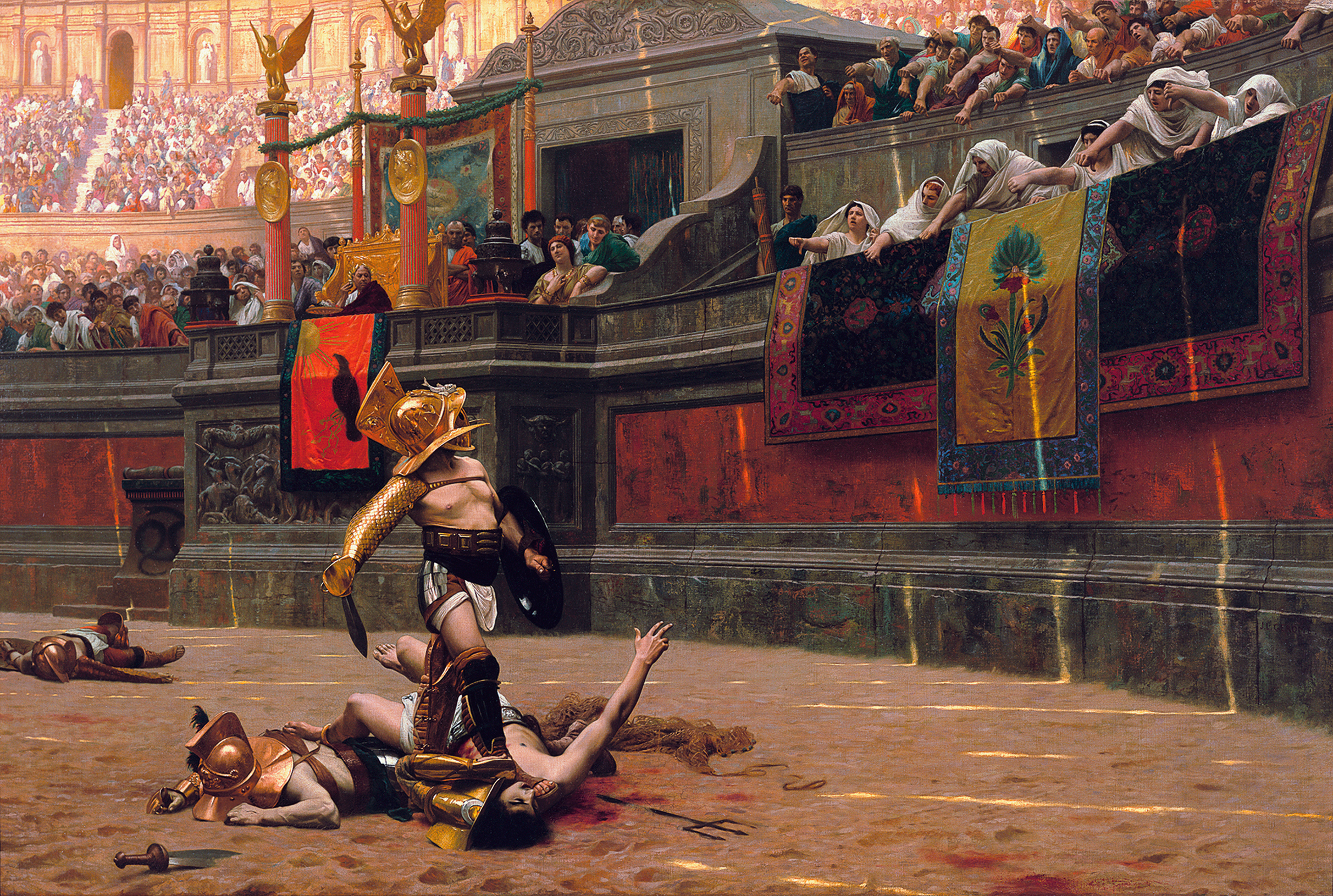
Pollice verso (1872), par Jean-Léon Gérôme.

Franzoni s'est inspiré de la nouvelle de Daniel P. Mannix, Ceux qui vont mourir (Those About to Die), écrite en 1958, et a décidé de choisir Commode comme personnage historique central après avoir lu l'Histoire Auguste (Historia Augusta), un recueil de biographies d'empereurs romains écrit en latin à la fin de l'Antiquité. Dans sa première ébauche, datée du 4 avril 1998, il nomme son personnage principal Narcisse (Narcissus), d'après le prænomen du lutteur ayant étouffé l'empereur Commode (selon l'Histoire Auguste, ainsi que d'après Hérodien et Dion Cassius).
Ridley Scott est alors approché par les producteurs Walter F. Parkes et Douglas Wick. Ils lui montrent une copie du tableau de Jean-Léon Gérôme intitulé Pollice verso (1872), littéralement « pouce baissé » en latin. Scott est attiré par l'idée d'un film qui se déroulerait dans la Rome antique. Toutefois, il estime que l'écriture de Franzoni manque de substance et engage John Logan pour réécrire le script à son goût. Logan revoit une bonne moitié de la première partie, et prend la décision de faire mourir la famille de Maximus dans le scénario, afin de fournir des motivations plus importantes au personnage.
Cependant, deux semaines avant le tournage, les interprètes se plaignent de problèmes avec le scénario. William Nicholson est alors dépêché aux Studios de Shepperton pour faire de Maximus un personnage plus sensible, en réaménageant son amitié avec Juba et en développant le fil rouge de l'au-delà. Il explique dans une interview qu'il « ne voulait pas voir un film sur un homme qui voulait simplement tuer quelqu'un,. » Franzoni participe par la suite à la relecture des réécritures de Logan et Nicholson, et négocie un titre de producteur sur le film. Nicholson décide de revenir aux scripts initiaux de Franzoni et de réintégrer certaines des scènes supprimées. Franzoni participe alors à la réécriture du scénario et, jouant son rôle de producteur, défend son point de vue afin de rester fidèle à sa vision originale. Franzoni partagera plus tard l'Oscar du meilleur film avec les producteurs Douglas Wick et Branko Lustig.
Le scénario a également subi de nombreuses réécritures et révisions en raison des suggestions de Russell Crowe, l’interprète principal. Celui-ci a en effet émis des réserves au cours des différentes évolutions du script et n'a pas hésité à quitter le plateau lorsqu'il n'obtenait pas de réponse à ses remarques. Selon un porte-parole de DreamWorks, « [Crowe] a tenté de réécrire l'ensemble du script sur place. Vous vous rappelez l'accroche de la bande-annonce, « j'aurai ma vengeance, dans cette vie ou dans l'autre » ; au début, il a catégoriquement refusé de la prononcer,. ». Nicholson, le troisième et dernier scénariste, ajoute que l'acteur lui a dit : « Les dialogues sont nuls, mais étant donné que je suis le meilleur acteur du monde, je peux les rendre bons,. »

### Préproduction
Pour la préparation du tournage, Scott a passé plusieurs mois à développer des storyboards pour créer la structure de l'intrigue. Après six semaines de recherches, la production a choisi plusieurs sites appartenant à l'Empire romain avant son effondrement, dont l'Italie (Italia), la France (Gallia), l'Afrique du Nord (Africa) et le Royaume-Uni (Britannia).
Les objets, accessoires, décors et costumes ont entièrement été créés par l'équipe technique, en raison de leur coût ou de leur indisponibilité dans le commerce. Cent armures en métal et 550 autres en polyuréthane ont été dessinées par Rod Vass et son entreprise Armordillo Ltd. Également, 27 500 pièces d'armures ont été fabriquées en trois mois avant le début du tournage.
D'abord pressenti pour tenir le rôle de Maximus, Mel Gibson doit y renoncer car il a déjà signé pour le tournage de The Patriot, et c'est Russell Crowe qui le remplace au pied levé. Antonio Banderas, Hugh Jackman et Tom Sizemore furent eux aussi suggérés pour le même rôle. Concernant les personnages de Commode et Lucilla, le premier choix s’était porté respectivement sur Jude Law et Jennifer Lopez.

### Lieux de tournage

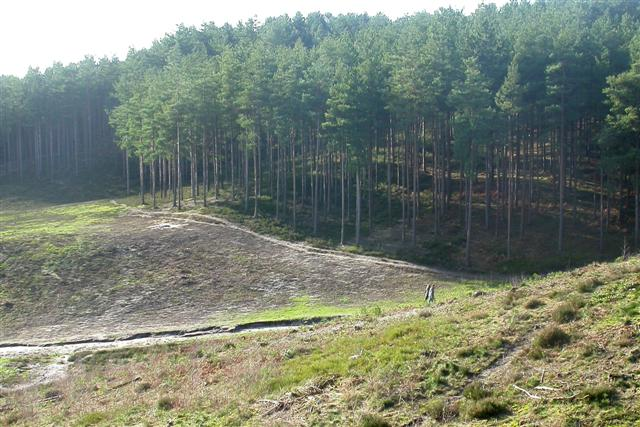
Bourne Wood (Royaume-Uni).

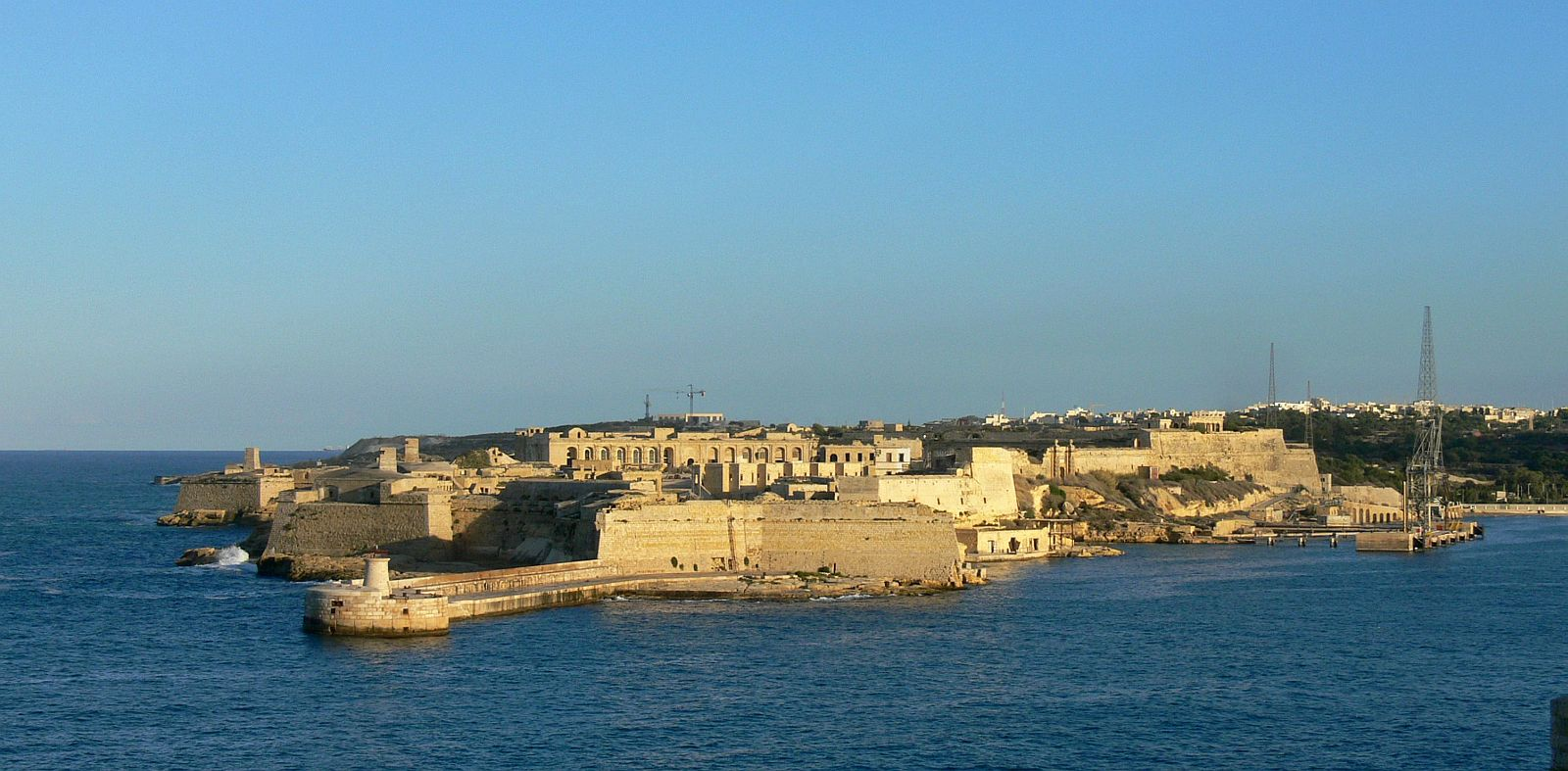
Fort Ricasoli (Malte).

Le film est tourné dans les trois lieux principaux de janvier à mai en 1999. La scène d'ouverture de la bataille des forêts de Germanie a été tournée en trois semaines à Bourne Woods, près de Farnham, dans le Surrey en Angleterre. Lorsque Scott a appris l'intention de la Commission des forêts du Royaume-Uni de raser la forêt, il l'a convaincu de le laisser y tourner la scène et de brûler la forêt lui-même.
Les scènes d'esclavage, du voyage dans le désert et de l'école des gladiateurs, de la province de Zucchabar (actuelle Miliana en Algérie) sont tournées dans les Studios Atlas à Ouarzazate et à Aït Ben Haddou, au Maroc, durant trois semaines. Pour construire l'arène dans laquelle Maximus effectue ses premiers combats, l'équipe a utilisé des matériaux et des techniques locales, fabriquant l'ensemble des 30 000 briques nécessaires avec de la terre marocaine. Enfin, les scènes de la Rome antique ont été filmées à Malte (Fort Ricasoli et Mediterranean Film Studios), durant une période de dix-neuf semaines,.
Une réplique d'environ un tiers du Colisée de Rome a été construite à Malte, sur une hauteur de 15,80 mètres, principalement en plâtre et en contreplaqué (les deux autres tiers restants et la hauteur ont été ajoutés numériquement). La réplique a nécessité plusieurs mois de construction pour un coût estimé à 1 million US$. La face arrière du complexe de tournage a été aménagée en une rue de l'ancienne Rome avec colonnes, portes, statues et marchés pour le reste du tournage. Une partie du complexe était réservée au « village des costumes » qui comprenait des vestiaires, un espace de stockage, les armureries et d'autres installations. Le reste du Colisée, ainsi que les images de l'arrivée de Commode, ont été recréés en utilisant les images de synthèse après un tournage sur fond bleu.

### Décès d'Oliver Reed
Oliver Reed, interprétant le rôle de Proximo, le maître (dominus) des gladiateurs, meurt d'une crise cardiaque pendant le tournage, à Malte le 2 mai 1999  avant d'avoir achevé toutes ses scènes. Par respect envers l'acteur, les producteurs décident de garder ses scènes et de modifier le scénario en conséquence. En effet, il était prévu que Proximo aille enterrer son épée en bois dans le Colisée, affranchissant ainsi symboliquement Maximus de sa condition de gladiateur à la fin du film, tandis que Juba, interprété par Djimon Hounsou, devait initialement mourir à la suite d'un combat contre un rhinocéros.
La société The Mill crée alors une doublure numérique de l'acteur pour les autres scènes de son personnage, Proximo. Ils cartographient un masque 3D en images de synthèse de son visage en l'intégrant aux scènes restantes, pour un coût de 3,2 millions de dollars et deux minutes de séquences supplémentaires,. Le superviseur des effets visuels, John Nelson, explique la décision d'inclure des images retouchées : « ce que nous avons ajouté ne représente qu'une petite partie de tout notre travail sur le film. Ce qu'Oliver a fait était bien plus important. Il nous a offert une prestation enthousiaste et émouvante. Nous nous sommes bornés à l'aider à l'achever, ». Le film est d'ailleurs dédié à la mémoire de Reed.

### Postproduction
La société britannique de postproduction The Mill et son directeur des effets spéciaux Tim Burke ont été en grande partie responsables des effets visuels ajoutés après le tournage. L'entreprise a été notamment chargée de la réalisation des plans avec les tigres tournés sur écrans bleus, et de celui de la trajectoire des salves de flèches enflammées lors de la scène d'ouverture pour contourner la réglementation de sécurité en vigueur sur le tournage. Ils ont également utilisé 2 000 figurants pour créer par ordinateur une foule de 35 000 spectateurs virtuels qui réagissaient de façon crédible aux scènes de combat dans l'arène. The Mill a pour cela filmé les interprètes sous des angles différents en fonction de diverses situations grâce aux techniques de capture de mouvement, puis les a assemblés pour composer leurs mouvements en 3D. L'ensemble des effets visuels, plus de 90, représente approximativement neuf minutes du temps total du film (155 minutes).

### Bande originale
Albums de Hans Zimmer
Mission impossible 2
(2000) La Route d'Eldorado
(2000)
La bande originale du film, Gladiator: Music From the Motion Picture, a été composée par Hans Zimmer et Lisa Gerrard. L'album est sorti en 2000, un peu avant la sortie du film, produit par Decca Records. L'orchestre est conduit par Gavin Greenaway.
La musique du film a remporté plusieurs prix cinématographiques, dont le Golden Globe de la meilleure musique de film, et a été nommé pour l'Oscar et le BAFTA Award de la meilleure musique de film, mais ces derniers furent remportés par le film de Ang Lee, Tigre et Dragon (Wo hu cang long).
Les chants de Lisa Gerrard, interprétés dans une Langue imaginaire (créée pour sa sonorité), sont similaires à ceux qu'elle a chanté pour la bande originale de Révélations. Elle a commencé à chanter ainsi dès l'âge de 12 ans, convaincue qu'elle conversait avec Dieu. Certaines musiques accompagnant les scènes de bataille ont des similitudes avec Mars, the Bringer of War de Gustav Holst, et en juin 2006, Hans Zimmer est poursuivi en justice par The Holst Foundation pour atteinte au droit d'auteur,,.
| 1.  | Progeny             | Hans Zimmer                                                            | 2:13  |
| 2.  | The Wheat           | Lisa Gerrard                                                           | 1:03  |
| 3.  | The Battle          | Hans Zimmer                                                            | 10:02 |
| 4.  | Earth               | Hans Zimmer                                                            | 3:01  |
| 5.  | Sorrow              | Lisa Gerrard et Klaus Badelt                                           | 2:13  |
| 6.  | To Zucchabar        | Hans Zimmer et Djivan Gasparyan                                        | 3:16  |
| 7.  | Patricide           | Hans Zimmer                                                            | 4:08  |
| 8.  | The Emperor is Dead | Lisa Gerrard et Klaus Badelt                                           | 1:21  |
| 9.  | The Might of Rome   | Hans Zimmer                                                            | 5:18  |
| 10. | Strength and Honor  | Hans Zimmer                                                            | 2:09  |
| 11. | Reunion             | Lisa Gerrard et Klaus Badelt                                           | 1:14  |
| 12. | Slaves to Rome      | Hans Zimmer                                                            | 1:00  |
| 13. | Barbarian Horde     | Hans Zimmer                                                            | 10:33 |
| 14. | Am I Not Merciful?  | Hans Zimmer                                                            | 6:33  |
| 15. | Elysium             | Lisa Gerrard et Klaus Badelt                                           | 2:41  |
| 16. | Honor Him           | Hans Zimmer                                                            | 1:19  |
| 17. | Now We Are Free     | Hans Zimmer, Lisa Gerrard & Klaus Badelt, interprétée par Lisa Gerrard | 4:14  |

Un deuxième album est sorti en 2001, proposant 18 chansons additionnelles tirées du film (incluant des remix) et reprend également des dialogues du film.
En 2003, le ténor Luciano Pavarotti a chanté une version d'une des pistes entendues dans le film, et a ajouté qu'il regrettait avoir refusé l'offre initiale de chanter pour la bande originale.
Le 5 décembre 2005, Decca a édité Gladiator: Special Anniversary Edition, une édition spéciale de deux CD, contenant les deux disques précédemment produits.

## Accueil

### Promotion et sortie
Gladiator est présenté en avant-première à Los Angeles le 4 mai 2000, en présence de l'équipe du film (excepté Ridley Scott qui prépare la production d'Hannibal), pour une sortie nationale américaine et canadienne le lendemain. Le film sort le 20 juin 2000 en France, et le 21 juin en Belgique et en Suisse francophone en décalage avec les régions germanophone (18 mai) et italophone (19 mai) de ce dernier pays.

### Accueil critique
Gladiator reçoit un accueil plutôt positif, avec un score de 77 % sur le site Rotten Tomatoes. Sur le site web Metacritic, qui utilise un système de notation normalisée, le film obtient une note favorable de 64/100 d'après 37 avis écrits par des critiques de film professionnels.
La bataille de Germanie, en scène d'ouverture, est citée par CNN comme étant l'une de leurs « scènes de bataille favorites », alors que le magazine Entertainment Weekly a nommé Maximus 6e de leurs 25 meilleurs héros dans des films d'action, et Gladiator respectivement 3e meilleur film de vengeance et 7e meilleur film d'action. Enfin, Russell Crowe a été nommé 50e héros du cinéma américain par l'American Film Institute.
Cependant, le film a suscité également des critiques négatives, telles que celle du renommé critique américain du Chicago Sun-Times, Roger Ebert :

« Le film apparaît boueux, flou et indistinct, [...] et les personnages n'ont rien à lui envier : ils sont amers, vengeurs et dépressifs. [Gladiator] utilise la morosité comme substitut à la personnalité, et suppose que si les personnages sont suffisamment amers et déprimés, nous n'allons pas remarquer combien ils sont ennuyeux. »

— Roger Ebert, Chicago Sun-Times, le 5 mai 2000
En France, le film a également reçu des critiques globalement positives, notamment sur le site Allociné, avec une note de 4,4 étoiles sur 5 par les spectateurs, dont 73 % de 5/5, et de 4,3 sur 5 par la presse.
Frédéric Strauss écrit dans Télérama : « Gladiator fait sa salade russe de l'histoire romaine. À la manière d'un péplum classique, il mélange efficacité et rêverie, énergie et mélancolie, soleil et nuit. Surtout, Ridley Scott s'intéresse à son gladiateur, magnifique énigme, invincible et fantomatique. »
Le magazine Les Inrockuptibles publie quant à lui la critique suivante :

« Schizophrène, le film doit sa réussite à deux facteurs non négligeables qui font paradoxalement défaut à la plupart des superproductions actuelles : une histoire taillée dans le marbre (malgré des incartades new-age) et des interprètes convaincants. Métamorphosé, Russell Crowe apporte une incroyable épaisseur à son personnage. »

— Olivier Père, Les Inrockuptibles, 2000
Enfin, les Cahiers du cinéma ne donnent qu'une étoile sur quatre et écrivent : « Si ce n'était Russell Crowe, le seul à faire les choses simplement, sans esbroufe, on conseillerait volontiers au spectateur d'aller voir ailleurs. »
Selon l'historien du cinéma Hervé Dumont, « Scott livre une réflexion sur le spectacle de masse, l'opium du peuple, et son rôle dans la société en tant qu'instrument des puissants. Une réflexion qui vise par extension le film lui-même, ou l'empire américain et son arène hollywoodienne, car en misant sur pareille surenchère de violence, d'efficacité émotionelle et de spectaculaire, en empruntant non sans cynisme au style des chaînes télévisées « branchées » (montage clip, ralentis, gestuelle kung fu), Scott transforme son arène antique en spectacle contemporain. Un spectacle ambigu dans la mesure où il dénonce le goût de sang d'une civilisation tout en l'exploitant visuellement à la limite de la complaisance ».

### Box-office
Le film a coûté 103 millions de dollars et en a rapporté 460 583 960 au niveau mondial, dont 41 % aux États-Unis (près de 188 millions $) et 59 % à l'étranger (269 millions $). Il a également rapporté 34 819 017 $ pour son premier weekend de sortie, projeté dans 2 938 salles aux États-Unis, et est devenu rentable en deux semaines. En France, le film a été vu par plus de 4,8 millions de spectateurs.
| Pays        | Box-office        | Classement de l'année (2000) |
| ----------- | ----------------- | ---------------------------- |
| Monde       | 460 583 960 US$   | 2e                           |
| États-Unis  | 187 705 427 US$   | 4e                           |
| Royaume-Uni | 30 786 357 £      | 2e                           |
| France      | 4 806 654 entrées | 4e                           |

## Distinctions
Le film a remporté 45 distinctions (dont 5 Oscars) et a été nommé pour 79 autres. Par ailleurs, trois ans après la sortie du film, l'American Film Institute édite pour son centenaire une liste des cents héros et méchants de l'histoire du cinéma, intitulée AFI's 100 Years... 100 Heroes and Villains, et le personnage de Maximus apparaît à la 50e place des héros.
Note : sauf mention contraire, les informations ci-dessous sont issues de la page Awards du film sur l'Internet Movie Database. Ici sont listés les principaux prix.

### Récompenses
| Année | Cérémonie ou récompense | Prix                            | Lauréat(es)                                       |
| ----- | ----------------------- | ------------------------------- | ------------------------------------------------- |
| 2001  | BAFTA Awards            | Meilleur film                   | Douglas Wick, David Franzoni, Branko Lustig       |
| 2001  | BAFTA Awards            | Meilleure direction artistique  | Arthur Max                                        |
| 2001  | BAFTA Awards            | Meilleure photographie          | John Mathieson                                    |
| 2001  | BAFTA Awards            | Meilleur montage                | Pietro Scalia                                     |
| 2001  | BAFTA Awards            | Audience Award (prix du public) |                                                   |
| 2001  | Empire Awards           | Meilleur film                   |                                                   |
| 2001  | Empire Awards           | Meilleur acteur                 | Russell Crowe                                     |
| 2001  | Empire Awards           | Meilleure actrice               | Connie Nielsen                                    |
| 2001  | Golden Globes           | Meilleur film dramatique        |                                                   |
| 2001  | Golden Globes           | Meilleure musique de film       | Hans Zimmer et Lisa Gerrard                       |
| 2001  | Oscars du cinéma        | Meilleur film                   | Douglas Wick, David Franzoni, Branko Lustig       |
| 2001  | Oscars du cinéma        | Meilleur acteur                 | Russell Crowe                                     |
| 2001  | Oscars du cinéma        | Meilleurs costumes              | Janty Yates                                       |
| 2001  | Oscars du cinéma        | Meilleurs effets visuels        | John Nelson, Neil Corbould, Tim Burke, Rob Harvey |
| 2001  | Oscars du cinéma        | Meilleur son                    | Scott Millan, Bob Beemer, Ken Weston              |
| 2001  | Satellite Awards        | Meilleure photographie          | John Mathieson                                    |
| 2001  | Satellite Awards        | Meilleurs effets visuels        | John Nelson, Neil Corbould, Tim Burke, Rob Harvey |
| 2001  | Satellite Awards        | Meilleure musique de film       | Hans Zimmer et Lisa Gerrard                       |

### Nominations
| Année | Cérémonie ou récompense | Prix                                            | Nommé(es)                                         |
| ----- | ----------------------- | ----------------------------------------------- | ------------------------------------------------- |
| 2001  | BAFTA Awards            | Meilleur réalisateur                            | Ridley Scott                                      |
| 2001  | BAFTA Awards            | Meilleur acteur                                 | Russell Crowe                                     |
| 2001  | BAFTA Awards            | Meilleur acteur dans un second rôle             | Joaquin Phoenix                                   |
| 2001  | BAFTA Awards            | Meilleur acteur dans un second rôle             | Oliver Reed                                       |
| 2001  | BAFTA Awards            | Meilleur scénario original                      | David Franzoni, John Logan, William Nicholson     |
| 2001  | BAFTA Awards            | Meilleurs costumes                              | Janty Yates                                       |
| 2001  | BAFTA Awards            | Meilleurs maquillages et coiffures              | Paul Engelen, Graham Johnston                     |
| 2001  | BAFTA Awards            | Meilleurs effets visuels                        | John Nelson, Neil Corbould, Tim Burke, Rob Harvey |
| 2001  | BAFTA Awards            | Meilleur son                                    | Scott Millan, Bob Beemer, Ken Weston              |
| 2001  | BAFTA Awards            | Meilleure musique de film                       | Hans Zimmer et Lisa Gerrard                       |
| 2001  | Empire Awards           | Meilleur réalisateur britannique                | Ridley Scott                                      |
| 2001  | Golden Globes           | Meilleur réalisateur                            | Ridley Scott                                      |
| 2001  | Golden Globes           | Meilleur acteur dans un film dramatique         | Russell Crowe                                     |
| 2001  | Golden Globes           | Meilleur acteur dans un second rôle             | Joaquin Phoenix                                   |
| 2001  | Oscars du cinéma        | Meilleur réalisateur                            | Ridley Scott                                      |
| 2001  | Oscars du cinéma        | Meilleur acteur dans un second rôle             | Joaquin Phoenix                                   |
| 2001  | Oscars du cinéma        | Meilleur scénario original                      | David Franzoni, John Logan, William Nicholson     |
| 2001  | Oscars du cinéma        | Meilleure photographie                          | John Mathieson                                    |
| 2001  | Oscars du cinéma        | Meilleur montage                                | Pietro Scalia                                     |
| 2001  | Oscars du cinéma        | Meilleure musique de film                       | Hans Zimmer et Lisa Gerrard                       |
| 2001  | Satellite Awards        | Meilleur film dramatique                        |                                                   |
| 2001  | Satellite Awards        | Meilleur réalisateur                            | Ridley Scott                                      |
| 2001  | Satellite Awards        | Meilleur acteur                                 | Russell Crowe                                     |
| 2001  | Satellite Awards        | Meilleur acteur dans un second rôle             | Joaquin Phoenix                                   |
| 2001  | Satellite Awards        | Meilleure direction artistique                  | Keith Pain                                        |
| 2001  | Satellite Awards        | Meilleurs costumes                              | Janty Yates                                       |
| 2001  | Satellite Awards        | Meilleur montage                                | Pietro Scalia                                     |
| 2001  | Saturn Awards           | Meilleur film d'action, d'aventures ou thriller |                                                   |
| 2001  | Saturn Awards           | Meilleur réalisateur                            | Ridley Scott                                      |
| 2001  | Saturn Awards           | Meilleur acteur                                 | Russell Crowe                                     |
| 2001  | Saturn Awards           | Meilleur scénario                               | David Franzoni, John Logan, William Nicholson     |
| 2001  | Saturn Awards           | Meilleurs costumes                              | Janty Yates                                       |
| 2001  | Saturn Awards           | Meilleure musique de film                       | Hans Zimmer et Lisa Gerrard                       |

## Analyse

### Influences

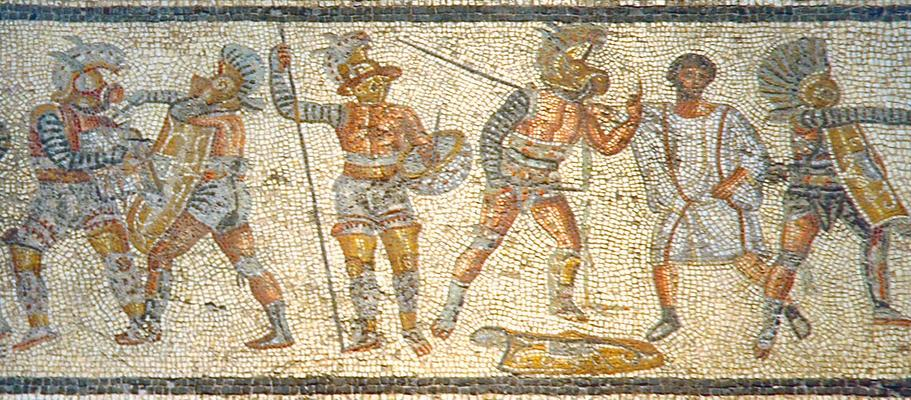
Mosaïque de Libye représentant un combat de gladiateurs (Thrace, Mirmillon et Hoplomaque).

L'intrigue du film a été influencée par deux péplums hollywoodiens des années 1960, La Chute de l'Empire romain d'Anthony Mann (1964) et Spartacus de Stanley Kubrick (1960).
La Chute de l'Empire romain raconte l'histoire de Livius, qui, comme Maximus dans Gladiator, est le successeur désigné de Marc Aurèle. Livius est amoureux de Lucilla et entend l'épouser, alors que Maximus, qui est marié, a été autrefois amoureux d'elle. Ces deux films dépeignent la mort de Marc Aurèle comme un assassinat. Dans La Chute de l'Empire romain, un groupe de conspirateurs indépendants empoisonne Marc Aurèle, dans l'espoir de tirer profit de l'accession au pouvoir de Commode. Ce dernier, dans Gladiator, assassine son père par étouffement. De plus, dans La Chute de l'Empire romain, Commode cherche en vain à faire adhérer Livius à sa vision de l'Empire, à l'opposé de celle de son père, mais il le garde tout de même à son service, quand le Commode de Gladiator ne parvient pas à obtenir l'allégeance de Maximus, et ordonne alors son exécution, ainsi que celle de son épouse et son fils. Livius et Maximus vont tous les deux tuer Commode en combat singulier : Livius pour épouser Lucilla et Maximus pour venger sa famille et Marc Aurèle.
Spartacus fournit la trame du film de gladiateurs, ainsi que le personnage du sénateur Gracchus, un personnage fictif (portant le nom de deux tribuns révolutionnaires du IIe siècle av. J.-C. surnommés les Gracques), qui, dans les deux films, est un vétéran tentant de rétablir les anciens droits du Sénat romain face à un ambitieux autocrate : Crassus dans Spartacus et Commode dans Gladiator. De plus, les deux interprètes qui ont joué Gracchus ont tous deux joué l'empereur Claude dans de précédents films : Charles Laughton (Spartacus) a interprété Claude dans le film I, Claudius (1937) et Sir Derek Jacobi (Gladiator), a interprété ce même empereur Claude dans l'adaptation de la BBC du même titre en 1975.
Ridley Scott dit avoir été influencé par Spartacus et Ben-Hur : « ces films font partie de l'univers cinématographique de mon enfance. Et à l'aube du nouveau millénaire, j'ai pensé que c'était le moment idéal pour revisiter ce qui a été l'une des périodes les plus importantes des deux mille dernières années : l'apogée, puis le déclin de la plus grande puissance militaire et politique que le monde ait jamais connue,. »
La scène de l'arrivée triomphale de Commode à Rome, tant par ses images décolorées (presque noir et blanc), que par l'organisation géométrique des masses et l'architecture monumentale à la Albert Speer qui les encadre, emprunte l'iconographie des films de propagande nazie, notamment Le Triomphe de la volonté (1934), de Leni Riefenstahl, bien que Scott ait indiqué que cette iconographie a d'abord été une imitation par les nazis de la Rome antique. Gladiator reproduit presque à l'identique les scènes de la parade militaire d'Adolf Hitler : le film débute avec une vue aérienne d'Hitler arrivant en avion à Nuremberg, alors que Scott présente une vue aérienne de Rome, rapidement suivie d'un plan montrant une foule immense regardant Commode passer sur un char. L'une des premières images du Triomphe de la volonté est un aigle nazi, alors que c'est avec une statue d'aigle romain surmontant un arc de triomphe que débute la scène dans Gladiator. Enfin, une fillette offre des fleurs à Hitler dans le film de Riefenstahl, et c'est un groupe d'enfants qui offre des fleurs à Commode dans le second film.

### Exactitude historique
Le péplum débute par un travelling en gros plan sur la main de Maximus qui caresse en avançant les épis d'un champ de blé. Cette scène récurrente du film évoque un désir de paix et de vie agreste, mais offre aussi une vision de la mort de la famille du général qu'il cherche à rejoindre. Le film est ainsi parsemé de références visuelles et verbales aux champs élyséens, champs fleuris dans la mythologie grecque et romaine, qui correspondent au lieu de séjour des morts.
Sous l'empire, à partir d'Auguste, la fonction de général est confiée au légat d'Auguste, légat de légion ou au légat d'Auguste propréteur, désignés par l'empereur parmi les membres de l'ordre sénatorial. Le commandement de légions ne s'obtient pas seulement par une brillante carrière militaire qui permet d'atteindre au mieux le rang supérieur de Praefectus castrorum, mais implique une ascension politique à Rome. Aussi, il est peu vraisemblable que Maximus n'ait jamais vu le Colisée comme il le dit dans le film.

Une des erreurs historiques majeures est révélée dans le conciliabule initial faisant intervenir le général Maximus, les sénateurs Gaius et Falco ainsi que Commode. L'expression « Rome fut fondée comme une République » n'est évidemment pas exacte, puisque le premier régime politique romain est la monarchie. Il s'agit sans doute d'une volonté de continuité du discours filmique, mais elle discrédite le film a posteriori.
En tournant Gladiator, Ridley Scott affirme avoir voulu représenter la culture romaine plus précisément que dans les films précédemment réalisés, et il a engagé plusieurs historiens pour le conseiller. Cependant, de multiples écarts historiques ont été ajoutés par les scénaristes pour augmenter l'intérêt du public, maintenir une continuité narrative et pour des raisons pratiques ou sécuritaires. D'après Scott, le public avait, avant le film, une représentation de la Rome antique composée de faits historiques « trop incroyables » pour être réalistes, résultant des films hollywoodiens précédents. Devant la grande liberté prise par le film avec la réalité historique, un consultant a démissionné pendant le tournage en raison des changements scénaristiques, alors qu'un autre a demandé à ne pas être mentionné dans le générique du film. L'historien Allen Ward de l'université du Connecticut écrit à ce propos que l'exactitude historique ne rend pas le film moins intéressant ou excitant : « les artistes ont besoin d'une certaine licence poétique, mais cela ne devrait pas les autoriser à ne tenir aucun compte des faits dans une fiction historique,. »
Les historiens considèrent que Gladiator représente le meilleur et le pire de ce qui peut être réalisé dans le genre du cinéma historique : le pire pour les nombreuses inexactitudes historiques d'un film prétendument réaliste, et le meilleur pour sa description des gens comme de la violence qui régnait à la fin du IIe siècle,.

#### Personnages

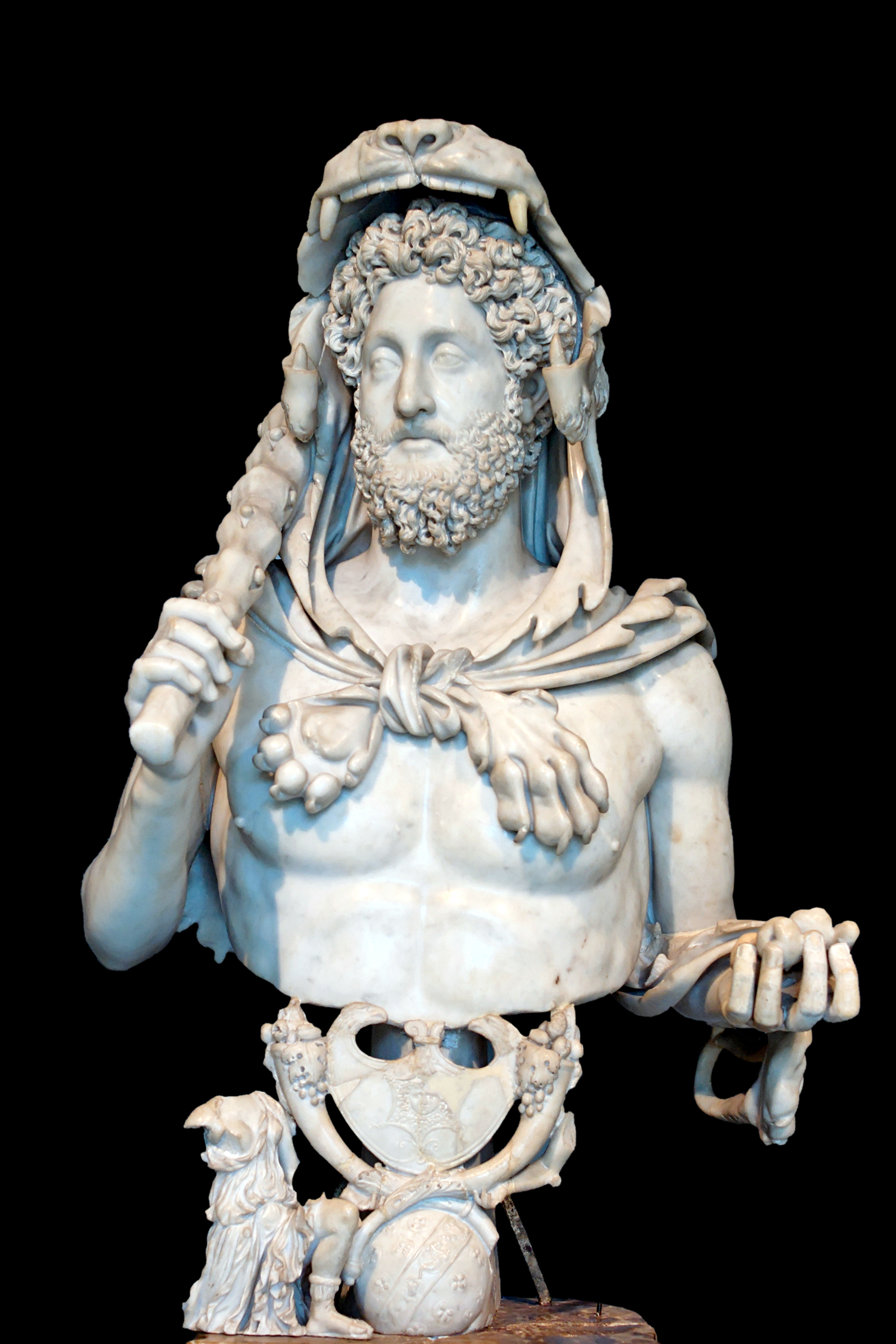
Buste de Commode en Hercule (191-192 ap. J.-C.), musées du Capitole, Rome

Les personnages de Marc Aurèle, Commode et sa sœur Lucilla ont réellement existé. Maximus est un personnage fictif, mais tout à fait vraisemblable : il est similaire à certains égards à l'esclave Narcisse (probable assassin de Commode) ; à Spartacus (meneur d'une importante révolte des esclaves) ; à Cincinnatus (dictateur redevenu agriculteur après avoir sauvé Rome de l'invasion) pour son amour de la terre et son refus du pouvoir, au général Claudius Pompeianus (pour son amitié avec Marc Aurèle et sa maîtrise sur l'armée qui aurait pu lui permettre de prétendre à la pourpre impériale) et à Marcus Nonius Macrinus (général romain, consul en 154 et ami de Marc Aurèle).
Commode descendait volontiers se battre dans l'arène (comme secutor), pour les courses de char, et pour combattre des animaux : l'historien Hérodien et l'auteur de l'Histoire Auguste, qui lui étaient pourtant hostiles, reconnaissent son adresse en la matière. Il ne s'entendait pas avec le Sénat. Ce dernier, sitôt sa mort annoncée, prononce sa damnatio memoriae (annulation de ses honneurs, effacement de son nom sur les inscriptions publiques, déclaration de son anniversaire comme jour néfaste et renversement de ses statues) et lui construit  une exécrable réputation posthume par le biais de ses historiens, Dion Cassius ou Hérodien.
La personnalité du Commode du film est cependant très éloignée de celle du vrai Commode. Dans Gladiator, l'empereur interprété par Joaquin Phoenix se rapproche plus d'un Caligula par sa mégalomanie et ses pulsions incestueuses envers sa sœur Lucilla (Drusilla), et d'un Néron pour son raffinement, son amour des jeux  et son ambition démesurée. De plus, Commode n'exécute pas ses généraux pour assurer sa position de nouvel empereur, quand Caracalla ordonnera la mort de 20 000 partisans de son frère Geta, qu'il a assassiné en 211 à de la mort de leur père Septime Sévère. Le vrai Commode n'avait aucun goût pour les études, ni pour la politique. Le film reprend ainsi les poncifs des auteurs latins qui, pour des raisons idéologiques et politiques, ont joué un rôle considérable dans le développement de sa légende noire. En réalité, le règne de Commode est, « quoi qu'en aient dit ses biographes, mal connu. À bien examiner leurs accusations, ils ne font que reprendre la liste des tares d'un Caligula, d'un Néron, d'un Domitien ».
Les circonstances de la mort de Marc Aurèle et de Commode ont été imaginées pour le film. Marc Aurèle meurt en réalité de la peste antonine à 60 ans à Vindobona (Pannonie) en 180. C'est bien Marc Aurèle qui a fait en sorte que son fils lui succède (nommé consul, il corègne avec son père à partir de 177), alors que ses prédécesseurs de la dynastie des Antonins, sans héritiers masculins, avaient choisi et adopté un homme de valeur comme successeur. Commode est assassiné en 192 par l'esclave Narcisse, qui l'étrangla dans son bain, sur les ordres de son épouse Marcia. Son règne dura 12 ans alors que le film donne l'impression d'une période beaucoup plus courte. D'après l’Histoire Auguste, il avait 18 ans à la mort de son père, alors que l'acteur Joaquin Phoenix en a 26 au moment du tournage. De plus il est décrit comme blond aux cheveux enduits d'or et gaucher, alors qu'il est représenté dans le film comme un trentenaire aux cheveux bruns, et il manie son glaive de la main droite. Il n'a jamais entretenu de relation avec sa sœur Lucilla — morte bien avant lui : il l'avait bannie, puis fait assassiner pour sa participation à un complot contre lui — et il était marié à Bruttia Crispina qu'il fit également assassiner.

#### Culture romaine
Contrairement à ce qui est exposé dans le film, à l'époque de Marc Aurèle, soit deux siècles après la fin de la République, il n'était pas question de rendre le pouvoir au Sénat, qui n'était pas un représentant de la plèbe (du peuple), mais de l'aristocratie romaine (nobilitas). À la mort de Commode, Pertinax, le préfet de Rome, est élu empereur, et l'Empire entre dans une période de crise. Le film laisse entendre que la République (abolie de facto en 27 av. J.-C.) allait être restaurée sous peu, ce qui ne fut jamais le cas. Par ailleurs, Marc Aurèle n'a jamais aboli les jeux du cirque, qu'il considérait comme une diversion nécessaire pour le peuple, et il insistait pour qu'ils continuent à avoir lieu, même en temps de guerre.
Le nom « Maximus Decimus Meridius » est incorrect selon les conventions romaines de titulature, qui supposent plutôt « Decimus Meridius Maximus », Maximus étant le cognomen (surnom) et Decimus le praenomen (prénom). De même, le nom du marchand d'esclave Proximo est la version italienne de « Proximus », et un bâtiment porte un fronton avec l'inscription « Ludus Magnus Gladiatores », au lieu de « Ludus Magnus Gladiatorum ».
La scène de bataille qui ouvre le film comporte de nombreuses erreurs historiques,. Des projectiles incendiaires d'une telle intensité n'apparaîtront qu'au VIIe siècle avec les feux grégeois byzantins. Les balistes romaines n'avaient qu'une portée de 300 mètres environ, alors que dans le film, les projectiles semblent atteindre les 1 000 mètres. Une charge de cavalerie dans la forêt est irréaliste, d'autant plus dans les forêts de la Germanie d'alors, des forêts primaires extrêmement denses. Dans le film, les Romains encaissent d'abord l'assaut des Germains avant de s'avancer en lignes successives alors que les légions romaines avaient une tactique plus offensive, fondée sur une attaque en formation profonde. Le pilum y est employé comme javelot pour préparer un combat rapproché au glaive alors que dans le film, il est utilisé comme lance.
Les décors, les armements et les ambiances, apparaissent comme relativement bien documentés. Cependant, il y a des erreurs dans la représentation des gladiateurs. Ceux-ci, esclaves ou hommes et femmes libres, étaient divisés en plusieurs catégories distinctes selon leurs armures, leurs armes et leur style de combat, et ils étaient affectés dans les jeux selon des combinaisons précises (par exemple, le secutor contre le retiarius) ; ils se battaient la plupart du temps avec les adversaires de leur propre école, des gladiateurs qu'ils connaissaient. Les combats tiennent plus du duel que de la mêlée ouverte représentée dans le film ; ils ne sont pas non plus aussi violents, car bien que la mort des lutteurs soit parfois inévitable, elle est assez rare. En effet, les gladiateurs étaient onéreux, entraînés par de riches propriétaires, qui souhaitaient tirer un bénéfice de leur investissement. Lors d'une exécution, demandée exceptionnellement par la foule, le gladiateur faisait pénétrer la lame par la gorge et la dirigeait vers le centre de la cage thoracique atteignant directement le cœur. L'image de l'organisateur des jeux levant son pouce ou le baissant et ordonnant ainsi l'exécution est aussi fausse. Les blessures causées durant le combat (fractures et plaies) étaient parfaitement soignées, ce qui indique que les gladiateurs jouissaient de soins d'excellente qualité. De plus, le célèbre « ave Caesar, morituri te salutant » (« Avé César, ceux qui vont mourir te saluent ») est le produit des films hollywoodiens : cette phrase n'est mentionnée qu'une seule fois par Suétone dans la Vie des douze Césars, et est attribuée à des condamnés qui s'adressèrent à l'empereur Claude (en utilisant le terme « Imperator » et non « César »).
L'atmosphère de violence régnant au IIe siècle est cependant bien représentée dans le film. Les hommes d'alors avaient effectivement conscience de n'être qu'« ombre et poussière », comme le dit Proximo citant de façon erronée Horace (Odes, 4.7.6). Sans parler des intrigues politiques de conquête du pouvoir et de vengeance personnelle, la peste sévissait dans l'Empire depuis 166. Le taux de mortalité était extrêmement élevé ; Marc Aurèle a enterré sa femme et huit de leurs quatorze enfants. L'empereur, philosophe reconnu, écrit abondamment à propos de la mort dans ses Pensées. Elles sont résumées par Maximus dans le film : « la mort nous sourit à tous, tout ce qu'on peut faire, c'est lui sourire à notre tour ».

#### Barbares
Dans la scène d'ouverture, les Marcomans sont présentés comme des barbares occidentaux, selon des stéréotypes enracinés dans l'imaginaire collectif et hérités de l'iconographie romantique : grands, barbus, aux cheveux longs et hirsutes, ils portent une cuirasse et une pelisse sur le dos. Leur chef renvoie l'émissaire romain décapité sur son cheval et brandit sa tête, ce qui galvanise les troupes germaniques. Elles hurlent et tapent sur leurs boucliers avec leurs immenses haches et épées (alors que les historiens Procope de Césarée et Ammien Marcellin rappellent que les légionnaires romains, pour se donner du courage, frappent aussi bruyamment sur leurs boucliers avec leurs lances ou les tapent sur le genou, et qu'ils ont progressivement adopté le cri de guerre des Germains, appelé barditus). Les hordes barbares, sans discipline militaire, sortent de la forêt qui évoque un monde froid et sombre (contrastant avec les cohortes de légionnaires alignées en rangs que parcourt le général), alors que le script prévoyait un fort germanique, mais cette fortification aurait nui à l'image de sauvagerie que Ridley Scott voulait leur donner.

## Éditions en vidéo
Gladiator sort en DVD le 20 novembre 2000, et a depuis été réédité dans différentes versions (édition spéciale, édition collector…). La version longue (extended cut) est sortie en DVD en 2005 et en Blu-ray en 2009
Les bonus des versions spéciales et Blu-ray sont nombreux et contiennent notamment des commentaires audio de Ridley Scott et Russell Crowe, auditions et entretiens du casting, 17 minutes de scènes coupées, making-of, notes de production, storyboards, documentaires historiques, bandes-annonces,.
Les premiers avis sur l'édition Blu-ray critiquent une image de qualité moyenne, certains demandant une remasterisation à Paramount Pictures, comme cela a été fait par Sony pour Le Cinquième Élément en 2007. Une version retravaillée sort en septembre 2010, offrant une qualité d'image supérieure à la précédente mouture. Universal proposa une procédure d'échange entre les Blu-ray 2009 et 2010 pour les consommateurs insatisfait.
La version extended cut comprend 16 minutes de film en plus. Cependant, Ridley Scott ne semble pas très heureux de ce nouveau montage. Dans une courte introduction, il souligne que l'extended cut n'est pas le director's cut. Scott préfère personnellement la version cinéma parce qu'il pense que, bien que les nouvelles scènes soient assez intéressantes, elles ne sont pour autant pas forcément nécessaires.
Ces scènes ajoutées incluent notamment : une visite de Maximus à l'infirmerie après la bataille en Germanie, un gladiateur qui demande à Hagen le nombre de meurtres pour sa liberté, des chrétiens envoyés dans l'arène, Lucilla qui complote contre Commode avec Gracchus et Gaius, Commode qui mutile le buste de son père, Quintus est forcé d'exécuter des prétoriens par Commode, la crainte de l'empereur devant le sénat et des serviteurs de Proximo brûlés vifs :
Le film sort en Bluray 4K en 2018, restauré pour l'occasion. Cette version sort en 2020 en SteelBook pour les 20 ans du film. Ces versions n'apportent pas de nouveaux bonus par rapport à la version Blu-ray de 2010.

## Postérité

### «Gladiator Effect»
Le succès du film est responsable d'un intérêt accru pour l'histoire romaine et classique en général aux États-Unis. Le New York Times l'a surnommé « gladiator effect » (ou « effet Gladiator ») :

« Ce phénomène est appelé « gladiator effect » par les écrivains et scénaristes. Le snob qui est en nous aime à croire qu'il y a toujours des livres à adapter. Pourtant, dans ce cas, ce sont les films, et plus récemment Gladiator il y a deux ans, qui ont créé l'intérêt pour l'Antiquité. Et pas seulement pour la vision romaine colossale, mais aussi pour l'écriture qui peut être sérieuse ou décontractée, ou les deux. »

— Martin Arnold, The New York Times, le 11 juillet 2002
Les ventes de la biographie de Cicéron, pourtant sans autre rapport avec le personnage du film qu'une homonymie, Cicero: The Life and Times of Rome's Greatest Politician d'Anthony Everitt, et de la traduction des Pensées pour moi-même de Marc Aurèle ont connu une hausse importante après la sortie du film. Cela a même engendré la création de machines à sous basées sur le film.
Le film a également amorcé une relance des genres épique et péplum, avec des films comme Troie (Wolfgang Petersen, 2004), Alexandre (Oliver Stone, 2005), 300 (Zack Snyder, 2007) ou La Dernière Légion (Doug Lefler, 2007).

### Dans la culture populaire
La phrase de Maximus « Are you not entertained? » est reprise dans Gang de requins.
Dans l'extension Blood and Wine du jeu vidéo The Witcher 3: Wild Hunt est présent un easter egg : le joueur affronte un spectre nommé Maximus Nonius Macrinus qui annonce : « Mon nom est Maximus Nonius Macrinus, et j'aurai ma vengeance, dans cette vie ou dans l'autre », reprenant la réplique iconique du personnage interprété par Russell Crowe.

## Suite

### Projets initiaux
En juin 2001, Douglas Wick annonce qu'une préquelle de Gladiator est en développement. L'année suivante, Wick, Walter F. Parkes, David Franzoni, et John Logan optent plutôt pour une suite qui se passerait quinze ans plus tard : la garde prétorienne règne sur Rome et Lucius cherche à savoir qui est son vrai père. Cependant, Russell Crowe est intéressé par la résurrection de Maximus, et pour approfondir ses connaissances sur les croyances des Romains dans l'au-delà pour y arriver. Ridley Scott s'est montré intéressé par le projet, en demandant malgré tout qu'il soit rebaptisé, le monde des gladiateurs étant globalement absent de ce second volet.
En 2006, Scott déclare que lui et Crowe avaient approché le musicien Nick Cave pour réécrire le film, mais qu'ils étaient en contradiction avec l'idée de Dreamworks de faire un spin-off sur Lucius, qui se révélerait être le fils de Maximus et Lucilla. En 2009, les détails du dernier script, nommé Christ Killer, finalement rejeté, écrit par Cave font surface sur Internet. L'histoire fut souvent résumée : Maximus, au purgatoire, rencontre les dieux romains, mourants, lui expliquant qu'Héphaïstos (pourtant un dieu grec dont l'équivalent romain est Vulcain) les a trahis, il préfère le dieu chrétien, et protège les adorateurs de cette récente religion contre les persécutions. Les dieux romains craignent que le Christ les supplante, ils ressuscitent Maximus avec la mission de le tuer, mais il découvre que c'est son fils, Marius. Les combats au Colisée seraient représentés dans une ambitieuse scène de naumachie, organisée par Lucius, l'antagoniste, devenu comme son oncle Commode. À la fin, Maximus serait devenu immortel et traverserait d'autres périodes importantes de l'Histoire, telles les croisades, la Seconde Guerre mondiale, la guerre du Viêt Nam pour finir au Pentagone,. Cave déclara néanmoins sur cet épilogue très fantasy, que des journalistes comparèrent à Maciste en enfer, X-Men Origins: Wolverine et God of War, « […] c'était complètement barré. C'était un vrai chef-d'œuvre. J'ai beaucoup aimé l'écrire parce que je savais que ça ne serait jamais tourné. »,, il ajouta que la thématique est un appel anti-guerre. Scott déclara néanmoins qu'il appréciait ce scénario, au contraire de Crowe,.
En 2017, Scott se déclare toujours être intéressé par une suite, mais en cherchant le moyen de « ressusciter » Maximus.

### Gladiator II
Fin 2018, le projet est de nouveau relancé, scénarisé par Peter Craig. La suite concernerait Lucius Verus.
En novembre 2021, Scott déclara que Gladiator 2 devrait être tourné après Napoléon. La suite est scénarisée par David Scarpa (en), à l'origine du script de Napoléon, d'après une histoire coécrite avec Peter Craig.
En 2023, on apprend que c'est le comédien Paul Mescal qui incarnera Lucius Verus (interprété par Spencer Treat Clark en 2000). Les comédiens Denzel Washington, Barry Keoghan et Joseph Quinn rejoignent le projet. Connie Nielsen reprend son rôle de Lucilla (la mère de Lucius) et Derek Jacobi celui du sénateur Gracchus.

### Citations originales
1. ↑  « He did not want to see a film about a man who wanted to kill somebody »
2. ↑  « [Russell Crowe] tried to rewrite the entire script on the spot. You know the big line in the trailer, 'In this life or the next, I will have my vengeance'? At first he absolutely refused to say it »
3. ↑  « Your lines are garbage but I'm the greatest actor in the world, and I can make even garbage sound good »
4. ↑  « What we did was small compared to our other tasks on the film. What Oliver did was much greater. He gave an inspiring, moving performance. All we did was help him finish it »
5. ↑  « These movies were part of my cinema-going youth. But at the dawn of the new millennium, I though this might be the ideal time to revisit what may have been the most important period of the last two thousand years—if not all recorded history—the apex and beginning of the decline of the greatest military and political power the world has ever known »
6. ↑  « creative artists need to be granted some poetic license, but that should not be a permit for the wholesale disregard of facts in historical fiction »
7. ↑  « Shadows and dust »
8. ↑  « Death smiles at us all. All a man can do is smile back. »
9. ↑  « It's called the 'Gladiator' effect by writers and publishers. The snob in us likes to believe that it is always books that spin off movies. Yet in this case, it's the movies -- most recently Gladiator two years ago -- that have created the interest in the ancients. And not for more Roman screen colossals, but for writing that is serious or fun or both. »